# Basarab Nicolescu
Pour les articles homonymes, voir Basarab et Nicolescu.
Basarab Nicolescu, né le 25 mars 1942 à Ploiești en Roumanie, est un physicien franco-roumain.

## Biographie
Basarab Nicolescu quitte la Roumanie communiste en 1968 pour s'établir en France. Il obtient son doctorat en sciences physiques en 1972, à l'université Pierre-et-Marie-Curie, à Paris. Il devient physicien théoricien au Centre national de la recherche scientifique (CNRS), au « Laboratoire de physique nucléaire et des hautes énergies » de l'université Pierre-et-Marie-Curie.
Il est par la suite professeur à la Faculté d’études européennes de l'université Babeș-Bolyai de Cluj-Napoca, en Roumanie, ainsi que Professor Extraordinary à la School of Public Leadership, de l'université de Stellenbosch, en Afrique du Sud. Il devient membre de l'Académie roumaine. 
En 1987, il est le président-fondateur du « Centre international de recherches et études transdisciplinaires » (CIRET), association loi de 1901 regroupant 169 chercheurs de 30 pays. Florent Pasquier est nommé président à sa suite le 15 juin 2019. 
Il est le cofondateur, avec René Berger, du « Groupe de réflexion sur la transdisciplinarité » auprès de l'UNESCO (1992-1998), ainsi que membre du Comité directeur de la « Fondation nationale de la science et de l’art » (Roumanie).
Il est aussi le fondateur et le directeur de la collection « Transdisciplinarité », aux Éditions du Rocher (Monaco), des collections  « Science et religion » et « Science, société, spiritualité », aux Éditions Curtea Veche (Bucarest) et de la collection « Les Roumains de Paris » aux Éditions Oxus, à Paris.
Il est le directeur de la revue Transdisciplinarity in Science and Religion (Bucarest), et membre du Conseil de rédaction des revues Mémoire du XXIe siècle (Paris), Le Supérieur inconnu (Paris) et Caiete Critice (Bucarest), ainsi que rédacteur en chef de la revue Transdisciplinary Journal of Engineering and Science (Texas).
Spécialisé dans la théorie des particules élémentaires, il est l'auteur de 130 articles scientifiques publiés dans des revues internationales et nationales et de nombreuses contributions à des livres scientifiques collectifs.
Intéressé par les relations entre l'art, la science et la tradition, il a publié plus de 400 articles de réflexion sur le rôle de la science dans la culture contemporaine dans des revues et livres collectifs en France, en Roumanie, en Italie, au Royaume-Uni, au Brésil, en Argentine, en Syrie, au Japon, en Iran, au Kazakhstan, au Guatemala et aux États-Unis.

## Ouvrages
- (ro) Ion Barbu - Cosmologia "Jocului Secund", Bucarest, Editura pentru Literatura, 1968 ; 2e édition : Bucarest, Universul Enciclopedic, 2004, préface d’Eugen Simion, postface de Pompiliu Craciunescu.
- L'homme et le sens de l'Univers : essai sur Jakob Boehme, Paris, Le Félin - Philippe Lebaud, 1988, 2e édition 1995, préfaces d'Antoine Faivre et Joscelyn Godwin, traduit aux États-Unis, au Brésil et en Roumanie.
- Théorèmes poétiques, préface de Michel Camus, Editions du Rocher, 1994.
- La transdisciplinarité, manifeste, Monaco, Le Rocher, coll. « Transdisciplinarité », 1996, traduit aux États-Unis, au Brésil, en Syrie, au Portugal et en Roumanie.
- Les racines de la liberté, Paris, Accarias-L'Originel, 2001, en collaboration avec Michel Camus (traduit en Roumanie).
- Le tiers secrètement inclus, Mazamet, Babel Éditeur, 2003, illustré par Frédéric Benrath.
- Qu'est-ce que la réalité ?, Montréal, Liber, 2009.
- Nous, la particule et le monde, Bruxelles,  E.M.E.§ InterCommunications, 2012, 3e édition.

- Prix littéraire 1986 de l'Académie française.
- From Modernity to Cosmodernity - Science, Culture and Spirituality, New York, State University of New York (SUNY) Press, 2014.
- Théorèmes poétiques, 12 textes par Basarab Nicolescu et 14 aquarelles par Francis Rollet, édition bibliophile, 50 exemplaires, France, Belz, 2014 — 1re édition en 1994[9].

## Direction d'ouvrages collectifs
- L'homme, la science et la nature : regards transdisciplinaires, Paris, Le Mail, 1994, en collaboration avec Michel Cazenave.
- Le temps dans les sciences, Paris, L'Harmattan, 1995, en collaboration avec Norbert Dodille et Christian Duhamel.
- Stéphane Lupasco : l'homme et l'œuvre, Monaco, Le Rocher, 1999, en collaboration avec Horia Bădescu (ro) (livre traduit au Brésil).
- Le sacré aujourd’hui, Monaco, Le Rocher, 2003.
- Science and Religion : Antagonism or Complementarity?, Bucarest, XXI: Eonul Dogmatic, 2003, en collaboration avec Magda Stavinschi.
- Science and Orthodoxy, a necessary dialogue, Bucarest, Curtea Veche, 2006, en collaboration avec Magda Stavinschi.
- René Daumal ou Le perpétuel incandescent, L'Isle-sur-la-Sorgue, Le bois d'Orion, 2008, en collaboration avec Jean-Philippe de Tonnac.
- Transdisciplinarity - Theory and Practice, Cresskill, Hampton Press, 2008.
- (ro) La mort aujourd'hui (Moartea astazi), Bucarest, Curtea Veche Publ., 2008
- Transdisciplinary approaches of the dialogue between science, art, and religion in the Europe of tomorrow, Bucarest, Curtea Veche, 2008, en collaboration avec Magda Stavinschi.
- René Daumal et l'enseignement de Gurdjieff, L'Isle-sur-la-Sorgue, Le bois d'Orion, 2015.

## Décoration
- Grand officier de l'ordre du Service fidèle, Roumanie, 2002.

## Prix et distinctions

### Distinctions
- Docteur honoris causa de l'université Alexandre-Jean-Cuza de Iași (Roumanie), 2000.
- Membre honoraire de l'Académie roumaine, 2001.
- Citoyen d’honneur de la ville de Ploiesti (Roumanie), 2004.
- Citoyen d’honneur de la ville de Iași (Roumanie), 2006.
- Citoyen d'honneur de la ville de Cluj-Napoca (Roumanie), 2007.
- Docteur honoris causa de l'université technique de Cluj-Napoca (Roumanie), 2008.
- Docteur honoris causa de l'université George-Bacovia de Bacau (Roumanie), 2008.
- Docteur honoris causa de l'université de Veracruz (Mexique), 2011.
- Docteur honoris causa de l'université Vasile-Goldis, Arad, Roumanie, 2011.
- Docteur honoris causa de l'université Pétrole-Gaz, Ploiesti, Roumanie, 2012.
- Docteur honoris causa de l'université de Craiova (Roumanie), 2015.
- Docteur honoris causa de l'université Lucian-Blaga de Sibiu, 2016.

### Prix
- Médaille d'or à la première Olympiade internationale de mathématique, Brasov, Roumanie, 1959
- Médaille d'argent de l'Académie française, 1986, pour le livre Nous, la particule et le monde[10].
- Nous, la particule et le monde a été sélectionné par « Universalia 1986 », Éd. Encyclopaedia Universalis.
- American-Romanian Academy Award’‘, États-Unis, 1987.
- Benjamin Franklin Award for Best History Book, États-Unis, 1992.
- Prix de l'Union des écrivains de Roumanie, 1993.
- Prix « Opera Omnia » au Festival international Nichita Stanescu, Ploiesti, Roumanie, 2006.
- « Inter-Balkan Cultural Association - Rigas Charta » Award, Athènes, Grèce, 2007.
- Prix d'excellence Convorbiri literare, Iasi, Roumanie, 2008.
- The Academy of Transdisciplinary Learning and Advanced Studies (ATLAS) Gold Medal of Honor, 2014.
- The Academy of Transdisciplinary Learning and Advanced Studies (ATLAS), Texas, a décidé d'instituer le prix « Basarab Nicolescu Transdisciplinary Science & Engineering Award », dont les premiers prix ont été attribués en 2014.